# Lucifer Calaritanus

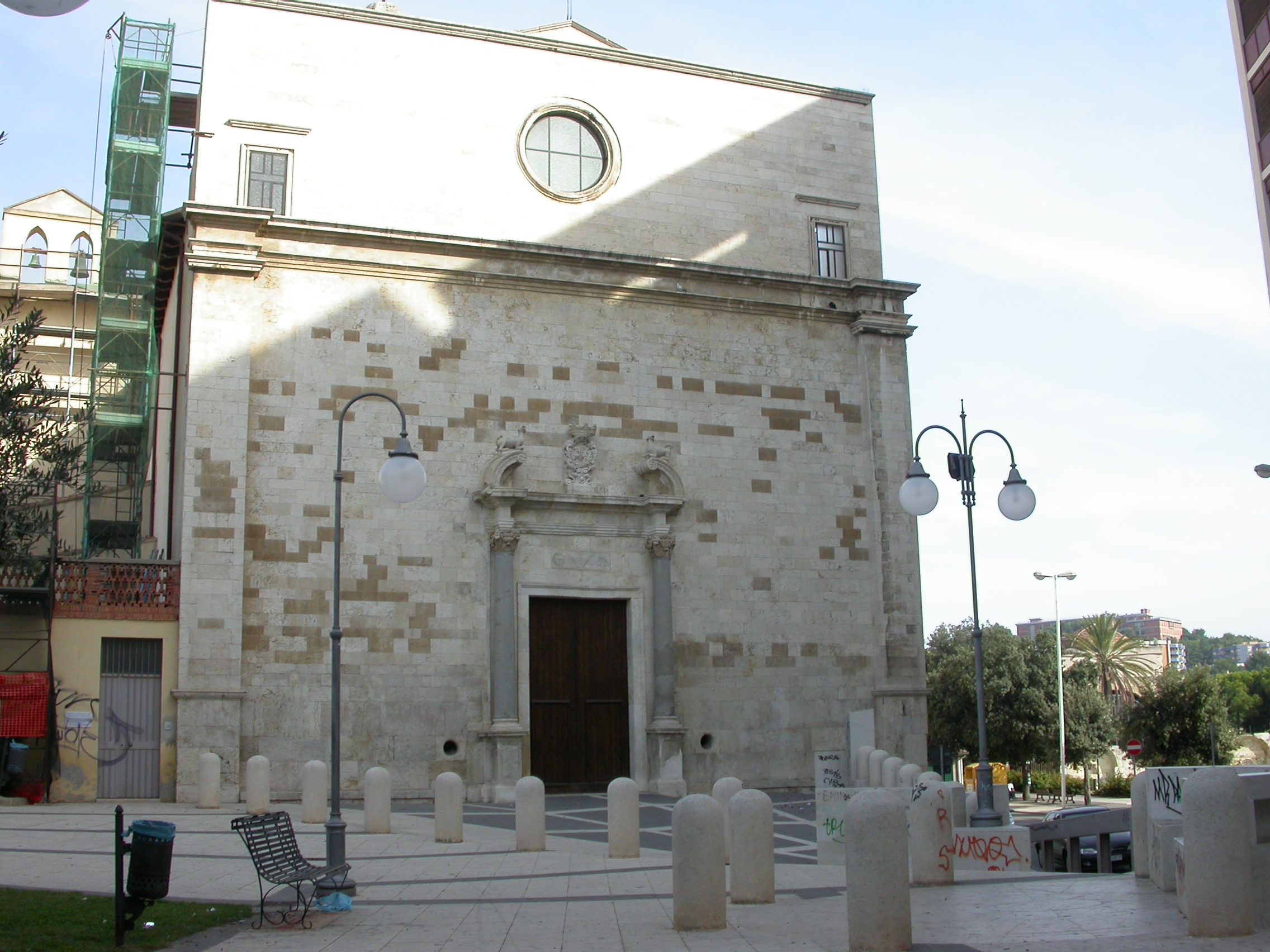
De kerk van San Lucifero (circa 1660), gewijd aan St. Lucifer, te Cagliari, Sardinië.

Lucifer van Cagliari, ook Lucifer Calaritanus genoemd, († 371) was bisschop van Cagliari en wordt daar als heilige vereerd. Zijn naam betekent "lichtbrenger" en gaat terug op de latijnse aanduiding voor de morgenster. Hij was bekend om zijn felle oppositie tegen het arianisme.
Zijn eerste aantoonbare optreden was in het jaar 354, als lid van een pauselijk gezantschap naar het hof van keizer Constantijn II van Rome in Arles. De delegatie had als opdracht van paus Liberius meegekregen om het bijeenroepen van een concilie voor te bereiden. Als pauselijk legaat op dat Concilie van Milaan in 355 bleek hij een onwankelbaar verdediger van de geloofsbelijdenis van Nicea. Hij weigerde om de door Constantijn nagestreefde veroordeling van Athanasius van Alexandrië te onderschrijven en werd daarop eerst naar Kahramanmaraş, dan naar Palestina en ten slotte naar Egypte verbannen.
Zijn compromisloze strijd tegen het arianisme, die de drie-eenheid afwijzen, maakte het voor hem niet mogelijk om met hen in contact te komen. Hij was ook niet bereid, het door Athanasius georganiseerde Concilie van Alexandrië te bezoeken. Ook wilde hij uitkomst ervan niet accepteren. De uitkomst behelsde dat er overeenstemming was bereikt met Meletius van Antiochië, die inmiddels de geloofsbelijdenis van Nicea had geaccepteerd (waardoor hij voor de Arianen had afgedaan). Lucifer bleef hem vijandig gezind. Hij bleef Eustathius van Antiochië, die altijd onwrikbaar aan de belijdenis van Nicea had vastgehouden, steunen.
Bovendien wees Lucifer in Antiochië zonder toestemming in de persoon Paulinos (aanhanger van Eustathius) een eigen bisschop aan voor dat deel van de gemeente die zich aan de geloofsbelijdenis van Nicea wilde houden, waarmee de tegenstelling werd geprolongeerd.
Keizer Julianus Apostata, die zich in tegenstelling tot Constantijn niet met kerkelijke kwesties wilde bezighouden, stond Lucifer in 362 de terugkeer naar zijn land toe.
Lucifer van Cagliari is als theoloog geen vermeldenswaard persoon. Hij omringde zich wel met een aantal aanhangers, waaronder Gregor van Elvira, Heraklidas van Oxyrhynchos en Ephesius van Rome. Dezen konden als Luciferaner korte tijd een zekere invloed uitoefenen. Over de opvattingen van de Luciferaner geeft het geschrift Altercatio Luciferiani et orthodoxi van de hand van Hiëronymus van Stridon, die zijn opvattingen overigens afwees, uitkomst. De geschriften van Lucifer zijn belangrijke taalhistorische bronnen omdat hij vaak Vulgair Latijn gebruikte.
Hij overleed in het jaar 370 of 371 in Cagliari.